# ويليام ألدن سميث
ويليام ألدن سميث هو سياسي أمريكي، ولد في 12 مايو 1859 في دواغياك في الولايات المتحدة، وتوفي في 11 أكتوبر 1932 في غراند رابيدز في الولايات المتحدة. نشط حزبياً في الحزب الجمهوري.

## مناصب
- انتخب عضو مجلس الشيوخ الأمريكي [الإنجليزية]‏ عن دائرة مقعد ميشيغان من الدرجة الثانية ‏ وقد انضم خلال فترته النيابية [الإنجليزية]‏ (4 مارس 1917 – 4 مارس 1919) للكتلة البرلمانية الحزب الجمهوري.
- انتخب عضو مجلس الشيوخ الأمريكي [الإنجليزية]‏ عن دائرة مقعد ميشيغان من الدرجة الثانية ‏ وقد انضم خلال فترته النيابية [الإنجليزية]‏ (4 مارس 1915 – 4 مارس 1917) للكتلة البرلمانية الحزب الجمهوري.
- انتخب عضو مجلس الشيوخ الأمريكي [الإنجليزية]‏ عن دائرة مقعد ميشيغان من الدرجة الثانية ‏ وقد انضم خلال فترته النيابية [الإنجليزية]‏ (4 مارس 1913 – 4 مارس 1915) للكتلة البرلمانية الحزب الجمهوري.
- انتخب عضو مجلس الشيوخ الأمريكي [الإنجليزية]‏ عن دائرة مقعد ميشيغان من الدرجة الثانية ‏ وقد انضم خلال فترته النيابية [الإنجليزية]‏ (4 مارس 1911 – 4 مارس 1913) للكتلة البرلمانية الحزب الجمهوري.
- انتخب عضو مجلس الشيوخ الأمريكي [الإنجليزية]‏ عن دائرة مقعد ميشيغان من الدرجة الثانية ‏ وقد انضم خلال فترته النيابية [الإنجليزية]‏ (4 مارس 1909 – 4 مارس 1911) للكتلة البرلمانية الحزب الجمهوري.
- انتخب عضو مجلس الشيوخ الأمريكي [الإنجليزية]‏ عن دائرة مقعد ميشيغان من الدرجة الثانية ‏ وقد انضم خلال فترته النيابية [الإنجليزية]‏ (4 مارس 1907 – 4 مارس 1909) للكتلة البرلمانية الحزب الجمهوري.
- انتخب عضو مجلس الشيوخ الأمريكي [الإنجليزية]‏ عن دائرة مقعد ميشيغان من الدرجة الثانية ‏ وقد انضم خلال فترته النيابية [الإنجليزية]‏ (9 فبراير 1907 – 4 مارس 1907) للكتلة البرلمانية الحزب الجمهوري.
- انتخب عضو مجلس النواب الأمريكي.
- انتخب عضو مجلس الشيوخ الأمريكي [الإنجليزية]‏.

## وصلات خارجية
- ويليام ألدن سميث على موقع إن إن دي بي (الإنجليزية)